# Hugo Sifuentes
Hugo Sifuentes (Ciudad Madero, Tamaulipas, México; 3 de julio de 1993) es un futbolista mexicano. Juega en la posición de delantero y su actual equipo es Tampico Madero, de la Segunda División de México.

## Trayectoria

### Altamira
Empezó su carrera en las fuerzas básicas de Altamira, en 2011.

### Atlas
el 16 de enero es fichado por el Atlas FC.

## Clubes
| Club                 | País   | Año       | PJ | Goles |
| -------------------- | ------ | --------- | -- | ----- |
| Altamira Fútbol Club | México | 2011-2015 | 28 | 1     |
| Atlas de Guadalajara | México | 2015-2016 | 18 | ?     |
| Tampico Madero       | México | 2016      | 0  | 0     |
| Atlas de Guadalajara | México | 2017      |    |       |

## Estadísticas
| Club                          | Div           | Temporada     | Liga  | Liga  | Copas Nacionales(1) | Copas Nacionales(1) | Torneos internacionales(2) | Torneos internacionales(2) | Total | Total |
| Club                          | Div           | Temporada     | Part. | Goles | Part.               | Goles               | Part.                      | Goles                      | Part. | Goles |
| ----------------------------- | ------------- | ------------- | ----- | ----- | ------------------- | ------------------- | -------------------------- | -------------------------- | ----- | ----- |
| Altamira Fútbol Club · México |               |               |       |       |                     |                     |                            |                            |       |       |
| 2ª                            | 2011-12       | 17            | 0     | -     | -                   | -                   | -                          | 17                         | 0     |       |
| 2ª                            | 2012-13       | 8             | 0     | 4     | 0                   | -                   | -                          | 12                         | 0     |       |
| 2ª                            | 2014-15       | 4             | 1     | 3     | 1                   | -                   | -                          | 7                          | 2     |       |
| Total club                    | Total club    | 29            | 1     | 7     | 1                   | -                   | -                          | 36                         | 2     |       |
| Atlas de Guadalajara · México |               |               |       |       |                     |                     |                            |                            |       |       |
| 1ª                            | 2015-16       | 0             | 0     | -     | -                   | -                   | -                          | 0                          | 0     |       |
| Total club                    | Total club    | 0             | -     | -     | -                   | -                   | -                          | -                          | -     |       |
| Total carrera                 | Total carrera | Total carrera | 29    | 1     | 7                   | 1                   | -                          | -                          | 36    | 2     |